# Yosuke Nozawa
Yosuke Nozawa (野澤 洋輔, Nozawa Yosuke) est un footballeur japonais né le 9 novembre 1979 à Shizuoka. Il évolue au poste de gardien de but.